# هيثم كجو
هيثم كجو لاعب كرة قدم سوري من أصل كردي من مواليد مدينة القامشلي في 01/01/1976.
وهو نجم نادي الجهاد وهدافه التاريخي.
توفي في حادث سير بتاريخ 16 أكتوبر 2002.
انتسب لنادي الجهاد الرياضي عام 1990 وتدرج في فئات النادي.
لعب موسمين متتاليين عامي 1996 و1997 مع نادي الشرطة المركزي أثناء أدائه لخدمة العلم.
تابع مسيرته الرياضية في نادي الجهاد
تم استدعاءه لمنتخب شباب سورية عام 1996 لخوض تصفيات بطولة كأس آسيا.
تُوّج مرتين هدافاً للدوري السوري لكرة القدم موسمي 1998-1999، 2000-2001.